# Ernst Stadler
Ernst Stadler (Colmar, 11 agosto 1883 – Zandvoorde, 30 ottobre 1914) è stato un poeta e critico letterario tedesco di origine belga.
Sviluppò la propria personalità nell'ambito dell'espressionismo, di cui è considerato uno dei massimi esponenti. Dal 1902 collaborò alla rivista Der Stürmer, diretta da René Schickele.
Studiò germanistica, filologia romanza e linguistica comparata a Strasburgo, a Monaco e ad Oxford. Nel 1912 ottenne la cattedra di letteratura tedesca alla libera Università di Bruxelles.
Ufficiale della riserva, cadde durante la prima guerra mondiale in un combattimento presso Zandvoorde. 
La sua natura cosmopolita lo portò ad interessarsi delle letterature straniere, in particolare di quella anglo-americana. Al primo volume di liriche Präludien (Preludi, del 1904), dalle immagini delicate e dalle molli cadenze alla Hofmannsthal, Stadler passò, con la raccolta posteriore Der Aufbruch (La riscossa, del 1914), a una scrittura più salda e ad una tematica più vasta, che accoglie i principali motivi espressionisti.
Fu anche traduttore delle opere di Charles Péguy e Francis Jammes e critico vivace della propria epoca.

## Opere
- Präludien - Preludi, raccolta di poesie del 1904. (Gedichte)
- Über das Verhältnis der Handschriften D und G von Wolframs Parzival, dissertazione del 1906.
- Wielands Shakespeare, del 1910.
- Das Balzac-Buch. Erzählungen und Novellen, traduzione del 1913.
- Francis Jammes: Die Gebete der Demut, traduzione del 1913.
- Der Aufbruch - La riscossa, raccolta di poesie del 1914
- Charles Péguy: Aufsätze, traduzione del 1918.